# Henri Gatien Bertrand
Henri Gatien Bertrand (Châteauroux, 28 de març de 1773 - Châteauroux, 31 de gener de 1844) fou un militar francès.
Estava estudiant la carrera d'enginyer civil, quan el 1792 s'allistà en un dels batallons de la Guàrdia Nacional i poc temps després fou destinat a l'exèrcit dels Pirineus, on tingué ocasió de distingir-se. Prengué part en la Campanya d'Egipte, assolint cridar l'atenció de Napoleó el qual l'ascendí, primer a coronel i després a general de brigada. El seu brillant comportament a Austerlitz li'n valgué la sencera confiança de l'emperador, que el nomenà el seu ajudant de camp.
Posteriorment Bertrand continuà donant proves del seu talent i valor, distingint-se en nombroses accions com a militar i com enginyer. Fou ajudant de Napoleó a Elba i després de Waterloo, es negà a abandonar l'emperador i l'acompanyà a Santa Helena, no abandonant-lo mentre aquest va viure. El 1816 fou condemnat a mort per contumàcia, però Lluís XVIII l'indultà i li retornà la seva graduació en l'exèrcit. El 1830 fou elegit diputat i el 1840 formà part de la comissió nomenada per a conduir a França les restes de Napoleó.
Els seus fills publicaren Campagnes d'Egypte et de Syrie, mémoires pour servir à l'histoire de Napoleón, dictés par lui-méme, à Sainte-Héléne, au general Bertrand (París, 1847).